# EcoRII
EcoRII es una enzima de restricción  producida por el microorganismo Escherichia coli que posee una diana de restricción en el ADN de cadena doble dependiente de una secuencia metilada, palindrómica y asimétrica, sobre la cual su actividad catalítica hidrolasa genera extremos cohesivos. número CAS 81295-15-0  (anteriormente EC 3.1.21.14, actualmente EC 3.1.21.14)
La diana de restricción puede representarse según este diagrama:
| Sitio de reconocimiento | Resultado del corte     |
| 5' GCCTGGC CGGACCG      | 5' G CCTGGC 3' CGGACC G |